# Maddy
 Der er for få eller ingen kildehenvisninger i denne artikel, hvilket er et problem. Du kan hjælpe ved at angive troværdige kilder til de påstande, som fremføres i artiklen.

Maddy er en dansk sangerinde, som debuterede med Island i marts 2020, som fløj direkte ind som nummer 2 på den danske hitliste. 
Maddy går under det borgerlige navn Mathilde Sofie Lindgren Mikkelsen og er født i Ganløse 1. Maj 1998. 
Hun er vokset op i en musikalsk familie og gik på Skovbo Efterskole i Ringsted, for derefter at gå på Borupgaard Gymnasium med musik som hovedfag.
Maddy har lavet musik siden da og har blandt andet arbejdet med Karl-Frederik Reichhardt og Kill J på sine første ting, og har siden hen arbejdet med producer brødrene Frederik Nordsø og Fridolin Nordsø og senest Sune Rose Wagner (Raveonettes, Psyched Up Janis) på nyeste single Dum Dum Dum.
Maddy har udgivet flere singler og arbejder pt på sit debutalbum.